# Virus del cogollo racimoso del banano

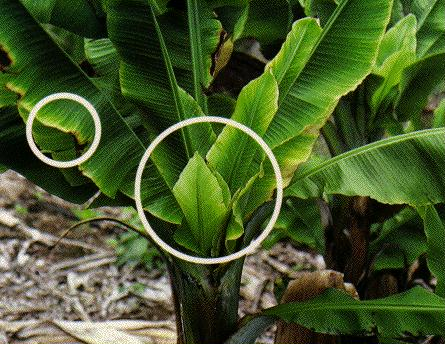
El virus del cogollo racimoso del banano causa que las hojas nuevas se desarollen mal y en "ramillete", mientras que los bordes de las hojas se deforman y toman un color amarillo

El virus del cogollo racimoso del banano   (BBTV por su denominación en inglés Banana bunchy top virus) es un virus patógeno de la familia Nanoviridae que infecta plantas de banana y otras cosechas.

## Definición
El cogollo racimoso del banano es una enfermedad viral causada por un virus con ADN de un solo filamento denominado el virus del cogollo racimoso del banano (VCRB). Fue identificado inicialmente en Fiyi en 1879, y se ha diseminado por el mundo desde entonces. Al igual que muchos virus, el VCRB fue denominado en referencia al síntoma que produce, donde las plantas infectadas sufren malformaciones y tienen hojas "racimosas" en su extremo. La enfermedad es transmitida de una planta a otra en regiones tropicales por áfidos de la banana, que también se alimentan de Heliconia y jengibre de flor (de la familia Zingiberaceae), lo cual es un factor importante para controlar la enfermedad. No existen variedades resistentes, por lo que controlar la diseminación de los vectores y materiales de las plantas son los únicos métodos para gestionar la enfermedad. Los síntomas para detectarlo incluyen observar toda malformación de la planta.

## Anfitrión y síntomas
La enfermedad del racimo de plátanos afecta a la fruta y al follaje del plátano, y es causada por un virus de ADN de cadena simple, el virus del racimo de plátanos. El BBTV puede infectar especies de la familia Musaceae, que incluye plátanos, bananas, abacá, etc. Los áfidos también se alimentan de Heliconia y jengibre en flor, que se cultivan en las mismas regiones que los plátanos y deben ser considerados en el manejo de la enfermedad. Es mejor establecer un área de producción de plátanos donde estos huéspedes alternativos no estén presentes. Las plantas de cualquier edad pueden ser infectadas por este virus, pero algunas variedades de plátano, incluyendo el Cavendish, son más susceptibles al virus. En áreas donde el virus es menos común, la enfermedad se suele propagar plantando chupones enfermos al principio de la temporada, lo que significa que la temporada se inicia con un cultivo enfermo.
El patógeno provoca efectos citopatélicos en el tejido del floema, es decir, el daño de las células del huésped causado por el virus. El daño provoca muchos efectos que ayudan a diagnosticar y caracterizar la enfermedad. El nombre de la enfermedad proviene del síntoma que se produce en las plantas más viejas, en las que las nuevas hojas que se producen son más estrechas de lo normal, amarillas y planas, lo que provoca un aspecto de "racimo" en la parte superior del árbol. Si se produce algún fruto, lo que es inusual, estará deformado. Además, uno de los síntomas más característicos es el "rayado en código Morse", en el que las células infectadas mueren y adquieren un color más claro, lo que provoca manchas y rayas irregulares en las hojas que son más fáciles de ver cuando se frota la capa de cera que recubre el peciolo.

## Medio ambiente
El VCRB es una enfermedad muy extendida en los trópicos, y está presente en el sudeste asiático, Filipinas, Taiwán, la mayor parte de las islas del Pacífico Sur, Pakistán (se encontró por primera vez en 1988, se identificó por primera vez en 1991 o 1992), y partes de la India y África. Se observó por primera vez en Hawai en 1989, y ahora está muy extendida en Oahu, en la zona de Kona, y en Kauai. La enfermedad no está presente actualmente en América Central o del Sur. El patógeno no está presente en todos los lugares en los que se cultivan plátanos, pero sí en la mayoría de las zonas en las que también está presente el vector. Estos áfidos son probablemente nativos del sudeste asiático, pero están presentes en la mayoría de las zonas de los trópicos, y en casi todos los lugares en los que se cultivan plátanos. El VCRB se propaga a nuevas zonas debido a las malas prácticas agrícolas, y puede transmitirse en material vegetal de la familia Musaceae, el huésped del virus.

## Ciclo de la enfermedad

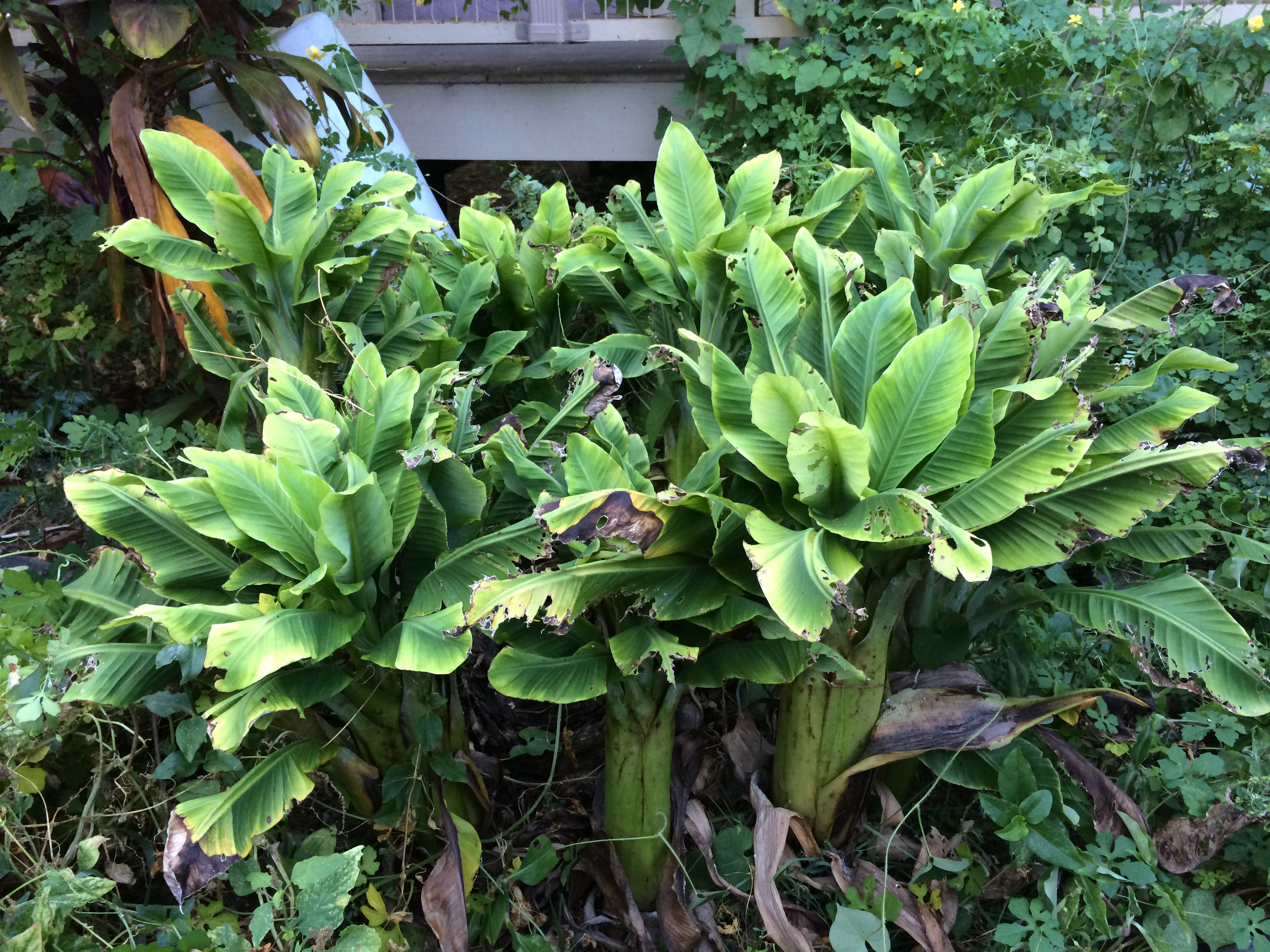
Una planta de plátano afectada por el virus del racimo

El VCRB es el único miembro del género Babuvirus de la familia Nanoviridae. El genoma del VCRB está formado por al menos seis componentes de ADN circular monocatenario, cada uno de ellos de aproximadamente 1 kilo-par de base. La replicación tiene lugar mediante la replicación en círculo rodante, una replicación unidireccional del ácido nucleico que puede dar lugar a una rápida síntesis de monocatenarios de ADN. Hay partículas específicas parecidas a los virus que se han propuesto como los viriones de la VCRB, pero todavía hay discrepancias en el mundo científico sobre la relación exacta entre estos viriones y el virus de ADN monocatenario. Sin embargo, se ha demostrado que las moléculas de ADN ss asociadas se transmiten con la enfermedad y, por tanto, se designan como el patógeno.
Se sabe que el pulgón del plátano (Pentalonia nigronervosa) transmite el virus de las plantas infectadas a las sanas mediante su alimentación. El pulgón se alimenta de los tejidos del floema de la planta inyectando su estilete fino y flexible en la epidermis del tejido vegetal hasta llegar al floema de las hojas. A continuación, el pulgón inyecta saliva y chupa el contenido celular. Esta ingestión de componentes virales la realiza el pulgón de forma inadvertida. La transmisión vectorial del VCRB es circulativa y no propagadora, lo que significa que la transmisión del virus se produce desde y hacia los tejidos del floema y el virus no se replica dentro del intestino medio del pulgón. La adquisición del virus por parte del pulgón del plátano requiere unas 18 horas de alimentación y luego el pulgón puede retener el virus durante aproximadamente dos semanas. La retransmisión de este virus puede ocurrir después de tan sólo dos horas de alimentarse de una planta sana, sin embargo, los síntomas del VCRB tardan aproximadamente un mes en aparecer después de la infección. Para infectar, el pulgón portador puede alimentarse de la planta de plátano durante tan solo 15 minutos, pero más a menudo un par de horas, ya que el mayor tiempo de alimentación aumentará las probabilidades de transmisión. Los chupones producidos en las plantas infectadas que normalmente se utilizarían para plantar la siguiente temporada también estarán enfermos, lo que constituye una forma de propagación de la enfermedad de un año a otro. Los áfidos del plátano también son capaces de alimentarse de Heliconia y jengibre en flor; sin embargo, estos huéspedes alternativos del áfido vector no son huéspedes del virus. Es importante tener en cuenta la capacidad de los pulgones del plátano para alimentarse de huéspedes alternativos cuando se intenta controlar el virus.

## Gestión
No existen variedades de plátano resistentes al VCRB, por lo que el método de control más común es el control químico de los áfidos vectores. Otra forma de ayudar a controlar el virus es eliminar y destruir las plantas infectadas antes de que el virus pueda propagarse, práctica conocida como roguing. También se aplican cuarentenas para evitar la importación de cualquier material vegetal potencialmente infectado, incluida una en Hawái que impide el movimiento de frutas desde la isla de Oahu a cualquier otra isla, ya que el VCRB está muy extendido en Oahu. No es frecuente que se produzcan frutos en plantas infectadas, pero si lo hacen, los frutos estarán deformados, lo que permite identificar fácilmente si hay algún virus presente en los frutos para cumplir con la normativa de cuarentena. Dado que los plátanos no son el único huésped, los huéspedes alternativos tanto del virus como del pulgón también deben ser vigilados para detectar la enfermedad, y rociados con pesticidas para controlar más a los pulgones. Al plantar al principio de la temporada, el material de siembra o los chupones deben obtenerse de zonas del mundo libres de VCRB o de cultivos cultivados y desarrollados para estar libres del virus. En la actualidad, se está investigando el biopriming, es decir, la inducción de la resistencia sistémica mediante el uso de bacterias que viven en el interior del huésped pero que no infectan.
El control del racimo de plátanos se consigue matando a los pulgones del plátano y destruyendo después todo el material infectado. En primer lugar, hay que matar a los pulgones en el material infectado del plátano, y luego destruir todo el material vegetal para evitar la propagación del virus. Las plantas de plátano infectadas pueden ser rociadas con un insecticida como el Sevin para reducir o eliminar la población de áfidos, ya que el control de los virus comienza con el control de los vectores. Sin embargo, el departamento de agricultura ha obtenido recientemente una exención de la EPA para que el pesticida Provado sea un medio de control de los pulgones que propagan la enfermedad. 

## Importancia
La enfermedad del racimo del plátano es la enfermedad vírica más grave del plátano en todo el mundo. Las plantas enfermas rara vez producen frutos y, cuando lo hacen, éstos están atrofiados y retorcidos. Sin embargo, en el raro caso de que una planta enferma produzca fruta que alcance la madurez, ésta es comestible. La enfermedad del racimo del plátano ha tenido un gran impacto en la industria del plátano en Hawai y Australia y en otras zonas del mundo. La enfermedad se vio por primera vez en la isla hawaiana de Oahu en 1989 y en 2002, sólo 13 años después, era una enfermedad importante en cuatro de las islas hawaianas (Hawai, Oahu, Kauai y Maui). El movimiento de la BBTD se vio facilitado en su mayor parte por el traslado humano de material vegetal enfermo y de pulgones del plátano de una isla a otra. En la década de 1920 destruyó casi por completo la industria del cultivo del plátano en Australia.
| Isla  | Año  | Mes        | Ciudad       |
| ----- | ---- | ---------- | ------------ |
| Oahu  | 1989 | Julio      | Punaluu      |
| Hawai | 1995 | Octubre    | North Kona   |
| Kauai | 1997 | Septiembre | Kilauea Town |
| Maui  | 2002 | Diciembre  | Pukalani     |

Si bien es cierto que el VCRB tiene un enorme impacto en la escala industrial de la producción de plátanos, también puede ser devastador para los agricultores de subsistencia que dependen de su cultivo para alimentar a sus familias y obtener ingresos. Los pequeños agricultores suelen perder la ardua batalla de luchar contra el VCRB en su cultivo. Una vez establecida, es muy difícil erradicar y controlar la enfermedad. La dificultad de la erradicación se perpetúa por una serie de razones. En primer lugar, la enfermedad está causada por un virus transmitido por un vector y este virus aún no se conoce del todo. En segundo lugar, todos los plátanos son susceptibles a la enfermedad y no se han descubierto ni comercializado variedades resistentes. Por último, los métodos de control son bastante exigentes, e incluyen el tratamiento químico de los áfidos vectores, la eliminación de todos los tejidos infectados (roguing), la puesta en cuarentena de las plantas y la vigilancia de los lugares alternativos de alimentación de los vectores.